# ويليام لاكس
كان ويليام لاكس (1761 - 29 أكتوبر 1836) عالم فلك ورياضيات إنجليزي شغل منصب أستاذ لاوندين لعلم الفلك والهندسة في جامعة كامبريدج لمدة 41 عامًا.
وُلد لاكس في رافنسورث في دائرة يوركشاير الشمالية. التحق بكلية الثالوث في كامبريدج وتخرج في بكالوريوس الآداب بصفته رانغلر أول وحاز أول جائزة سميث في عامه. انتُخب زميلًا في كلية الثالوث، ورُسم كاهنًا، وحصل على الماجستير في الآداب. مُنح لاكس منصب نائب مارسورث، بمقاطعة باكنغهامشير وأبرشية سانت إيبوليتس بالقرب من هيتشين بهيرتفوردشاير، حيث أقام مرصدًا.
اشتهر لاكس بعمله ملاحظات حول خطأ مفترض في عناصر إقليدس (1807) وعمله ذا ناتيكال ألميناك، الذي كان مرجعًا مهمًا للملاحة آنذاك. جاء في نعي له أن «أيًا كانت المادة التي سيدرسها الأستاذ لاكس، فقد سادها تمامًا.»  تزوجت ابنته بآندرو آموس ومن خلال هذا النسب أصبح لاكس جد شيلدون آموس والجد الأكبر لموريس آموس، وهو من عائلة قانونية بارزة.

## النشأة
وُلد لاكس في قرية رافنسورث، بالقرب من ريتشموند في دائرة يوركشاير الشمالية في إنجلترا، وهو ابن ويليام (1731- 19 أغسطس 1812) المولود أيضًا في رافنسورث، وهانا لاكس (-1738 10 يونيو 1811). عُمد في 27 أكتوبر 1761 في برنستون. تلقى تعليمه في مدرسة كيربي رافينسوورث الحرة للقواعد، حيث تعلم اللاتينية (التي أتقنها) واليونانية بالإضافة إلى اللغة الإنجليزية والحساب والرياضيات. على الرغم من أن المدرسة كانت مدعومة من مؤسسة خيرية، عنت كلمة «الحرة» في اسم المدرسة التحرر من كل سلطة باستثناء التاج.
قُبل لاكس بصفته سيزارًا (طالبًا يتلقى معونات مقابل العمل) في كلية الثالوث بجامعة كامبريدج في 22 نوفمبر 1780 في سن التاسعة عشرة. كانت الثالوث في ذلك الوقت أغنى كلية في كامبريدج. كان السيزار طلابًا لا ينتمون لطبقة النبلاء، إذ خُفضت رسومهم وقُدم لهم طعام و/أو سكن مجاني ومساعدات أخرى خلال فترة الدراسة مقابل العمل في كلياتهم. أصبح السيزار، بحلول القرن الثامن عشر، مندمجين تمامًا في محيطهم، وكان من المرجح أن يعدهم العامة رفاقًا لا خدمًا. أُسند إليهم الانتظار بجانب المائدة (كما كان الحال مع المتقاعدين والعلماء)، ولكن بحلول القرن الثامن عشر كان لديهم غجر(خدم) ومن ينوبونهم في أعمال النظافة.
التحق لاكس بالجامعة في فصل مايكلماس عام 1781 وأصبح مدرسًا خاصًا لجون بوند، الذي أصبح لاحقًا عالم فلك ملكيًا. انتُخب لاكس باحثًا (أي في منحة دراسية) في الثالوث في عام1784؛ كان جون كرانكي وهنري ثيروند معلميه، وهو دور لم يقتصر على تدريس لاكس فحسب، بل حلوا أيضًا محل الوالدين. حصل لاكس على بكالوريوس الآداب في عام 1785 وتخرج بصفته رانغلر أول وحصل على جائزة سميث الأولى في عامه. وُضعت جميع الامتحانات في كلية الثالوث حتى عام 1790 باللغة اللاتينية.

## حياته المهنية

### البدايات
عُين لاكس في عام1785، أمينًا على تايدزويل في منطقة بيك في ديربيشاير براتب سنوي قدره 35 جنيهًا إسترلينيًا. انتُخب في عام 1786، كحال سابقيه من حاملي لقب رانغلر، زميلًا في كلية الثالوث. أصبح منسوبو الجامعة آنذاك، وفقًا لبيتر لينهان، «أكثر ثراءً، ويعيشون معاش السادة». عُين كاهنًا في عام 1787 في بيتربورو وحصل على درجة الماجستير في الآداب في عام 1788.  شغل منصب مشرف منذ عام 1789 إلى عام 1791 وقد تطلب ذلك ترأس الامتحانات الشفهية التي كانت ضرورية في ذلك الوقت لمنح درجة البكالوريوس. كان لاكس، بصفته مشرفًا، مسؤولًا عن تقديم «إطراءات مستفيضة، وتوسيع المناقشات لمضاعفة المدة المعتادة، التي بلغت نحو الساعة وعشر دقائق» وقد «خرقت التقاليد» وفقًا لجريج دينينغ. يجادل دينينغ بأن هذه كانت «طريقة لاكس للانخراط في الأكاديميا والرقي بها». عينته الجامعة في عام 1791محاسبًا جامعيًا. كان لاكس مدرسًا مساعدًا من عام 1797 حتى عام 1801، لكنه استقال عندما تزوج بمارغريت كرادوك، إذ لم يكن مسموحًا لمنسوبي الكلية بالزواج.